# Nossa Senhora de Licheń
Nossa Senhora de Licheń, também chamada de Nossa Senhora das Dores, Rainha da Polônia, é um ícone católico da Bem-Aventurada Virgem Maria, associado a aparições e milagres, venerado sobretudo por devotos polacos. Data do ano 1772 e está permanentemente entronizado na Basílica de Nossa Senhora de Licheń, na Polônia central, que foi construído para homenageá-la e recebe cerca de 1,5 milhão de peregrinos por ano.
O Papa Paulo VI emitiu um decreto de coroação pontifícia para o ícone em 8 de novembro de 1965. O rito de coroação foi executado pelo então arcebispo de Varsóvia, o Cardeal Stefan Wyszyński, em 15 de agosto de 1967. O Papa João Paulo II designou seu santuário como uma basílica menor em 25 de fevereiro de 2005.
Junto com a Madona de Częstochowa, a Virgem de Lichén é uma das imagens marianas mais veneradas na Polônia.

## As aparições

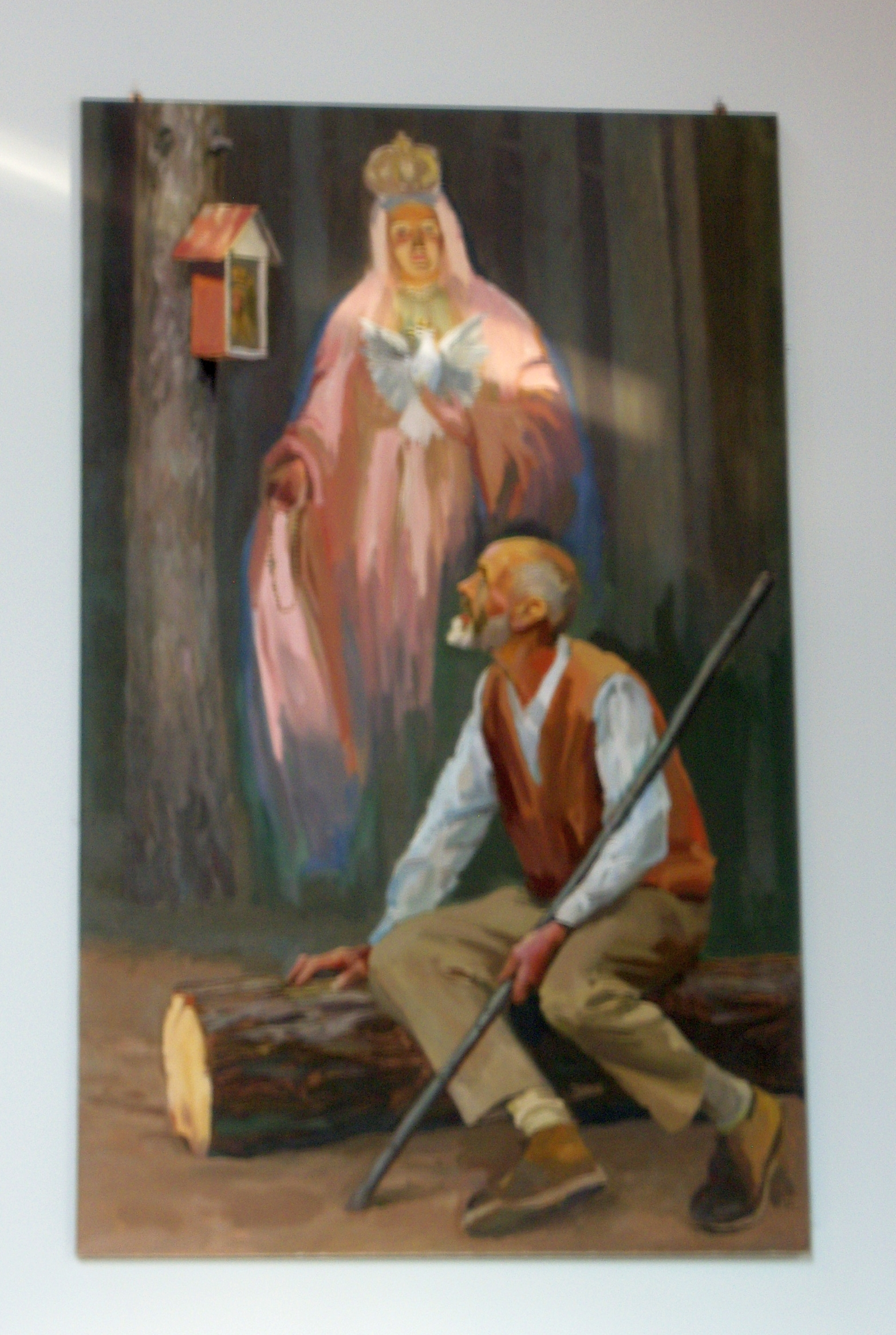
Pintura da aparição a Mikołaj Sikatka na igreja das Irmãs da Anunciação em Grąblin

O ícone foi pintado em 1772 como uma réplica do ícone de Nossa Senhora venerado em Rokitno, condado de Condado de Międzyrzecz, na Polônia Ocidental. Segundo a lenda, um soldado polonês, Tomaszowi Kłossowskiemu, foi ferido na Batalha de Leipzig em 1813 e teve uma visão da Virgem Maria, que o salvou da morte e o instruiu a procurar a imagem ao retornar à Polônia. Diz-se, então, que ele procurou e encontrou a imagem na floresta de Grąblin, conforme as instruções.
Segundo a tradição, em 1850, Tomaszowi e o pastor Mikołaj Sikatka testemunharam várias aparições da Virgem Maria, que clamavam por arrependimento e oração. Nas aparições, a Virgem Maria teria previsto guerras e uma epidemia de cólera, mas também teria dado mensagens de esperança. Durante a peste de cólera de 1852, o ícone tornou-se famoso com a crescente fama de que operava milagres.
Em 29 de setembro de 1852, a imagem foi transferida para a igreja paroquial em Licheń e permaneceu lá até 2006. O Primaz da Polônia, o Cardeal Stefan Wyszynski, celebrou o rito da coroação canônica da imagem em 15 de agosto de 1967, após um decreto pontíficio datado de 1965 e dado pelo Papa Paulo VI. Na imagem central, a Virgem Maria usa um vestido com painéis dourados criado em 2017 para o seu 50.º aniversário de ação de graças da coroação pontifícia.

## A Basílica Menor

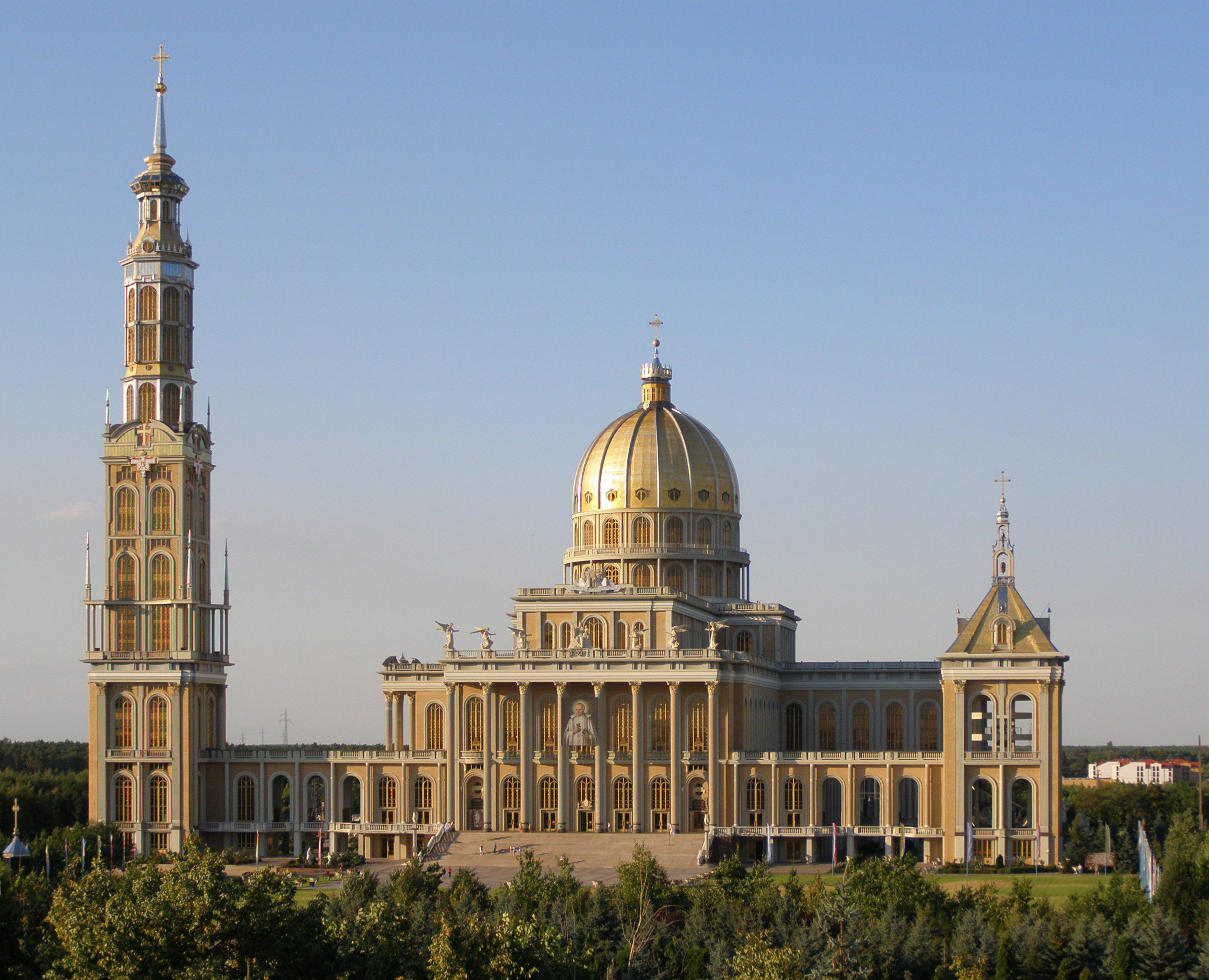
A Basílica de Nossa Senhora de Licheń em Licheń Stary, Polónia

Em 1994, iniciou-se a construção da nova basílica no lugar Santuário de Nossa Senhora de Lichen para abrigar a imagem e acomodar um grande número de peregrinos. O Papa João Paulo II consagrou o novo templo em 1999 e deu-lhe o título de basílica menor em 2005. A atual igreja é a maior de toda a Polónia, a sétima maior da Europa e a décima primeira do mundo.
O órgão da basílica, criado pelo Professor Andrzej Chorosiński e fabricado pela empresa Zych (157 registros, 6 manuais e pedaleira), é o maior instrumento da Polónia, o quarto maior da Europa e o décimo terceiro maior do mundo. Em 2004, a estrutura protetora dourada do altar foi construída para veneração. Em 2 de julho de 2006, a imagem fortemente guardada foi colocada no altar-mor da basílica.